# Термогенез
Термогенез — это процесс производства тепла в организмах. Он встречается у всех теплокровных животных и некоторых видов термогенных растений, например, у восточной скунсовой капусты, лилии Вуду (Sauromatum venosum), гигантских водяных лилий рода Victoria. Сосновая карликовая омела обыкновенная (Arceuthobium americanum) рассеивает семена взрывным образом посредством термогенеза.

## Типы
В зависимости от того, инициируются ли термогенные процессы движением или преднамеренным движением мышц, их можно классифицировать следующим образом:
- Сократительный термогенез, связанный с физическими нагрузками (EAT)
- Несократительный термогенез, не связанный с физической нагрузками (NEAT): энергия, расходуемая на все, что не связано со сном, едой или спортивными упражнениями[2].
- Термогенез, индуцированный диетой (DIT)

### Сократительный термогенез
Один из способов поднять температуру — дрожь. Дрожь производит тепло, потому что преобразование химической энергии АТФ в кинетическую энергию путем частого сокращения мышц приводит к тому, что почти вся затраченная энергия рассеивается в виде тепла. Дрожь используется для повышения температуры тела впадающих в спячку млекопитающих (например, некоторых летучих мышей и сусликов), при выходе этих животных из спячки.

Каскад активации термогенина в клетках бурой жировой ткани

### Несократительный термогенез
Несократительный термогенез происходит в бурой жировой ткани, которая присутствует почти у всех плацентарных животных (свиньи — единственное известное в настоящее время исключение). Бурая жировая ткань имеет уникальный разобщающий белок — термогенин (также известный как разобщающий белок-1). Термогенины уменьшают градиент протонов митохондрии, образующийся при окислительном фосфорилировании. Они делают это, увеличивая проницаемость внутренней мембраны митохондрий, позволяя протонам, которые были закачаны в межмембранное пространство, возвращаться в матрицу митохондрий.
Термогенины активируется в клетках бурого жира жирными кислотами и ингибируется нуклеотидами. Жирные кислоты высвобождаются следующим сигнальным каскадом (см. иллюстрацию): При активации симпатической нервной системы высвобождаются норадреналин на бета-3 адренергический рецептор, находящийся на плазматической мембране клетки. Это активирует аденилатциклазу, которая катализирует превращение АТФ в циклицескую-АМФ (цАМФ). цАМФ активирует протеинкиназу А, в результате чего её активные C-субъединицы освобождаются от регуляторных R-субъединиц. Активная протеинкиназа А, в свою очередь, фосфорилирует гормон-чувствительную липазу, тем самым активируя её. Липаза превращает триацилглицеролы в свободные жирные кислоты, которые активируют термогенин, подавляя ингибирование, вызванное пуриновыми нуклеотидами (АДФ и ГДФ), что вызывает приток протонов в матрикс митохондрии в обход АТФ-синтазы. Этот процесс разъединяет окислительное фосфорилирование; энергия протонной движущей силы рассеивается в виде тепла, а не производит макроэрг АТФ из АДФ.
Термогенез также может быть вызван утечкой из натрий-калиевого насоса и насоса Ca2+. Термогенезу способствуют бесполезные циклы, такие как одновременное возникновение липогенеза и липолиза или гликолиза и глюконеогенеза. В более широком контексте на бесполезные циклы могут влиять циклы активности/отдыха, такие как цикл Летнего времени (цикл Summermatter).
Во время прекращения термогенеза термогенин инактивируется, а остаточные жирные кислоты удаляются путем окисления, позволяя клетке вернуться к своему нормальному энергосберегающему состоянию.
Ацетилхолин стимулирует мышцы, повышая скорость метаболизма.
При низкой потребности в термогенезе, свободные жирные кислоты по большей части используются для производства энергии посредством липолиза.
Полный список генов человека и мыши, регулирующих индуцированный холодом термогенез (CIT) у живых животных (in vivo) или образцов тканей (ex vivo), был собран и доступен в CITGeneDB.

## Регуляция
Несократительный термогенез регулируется главным образом гормонами щитовидной железы и симпатической нервной системой. Некоторые гормоны, такие как норэпинефрин и лептин, могут стимулировать термогенез, активируя симпатическую нервную систему. Повышение уровня инсулина после еды может быть причиной термогенеза, вызванного диетой (термический эффект пищи). Прогестерон также повышает температуру тела.